# Manuel Ocaña (arquitecto)

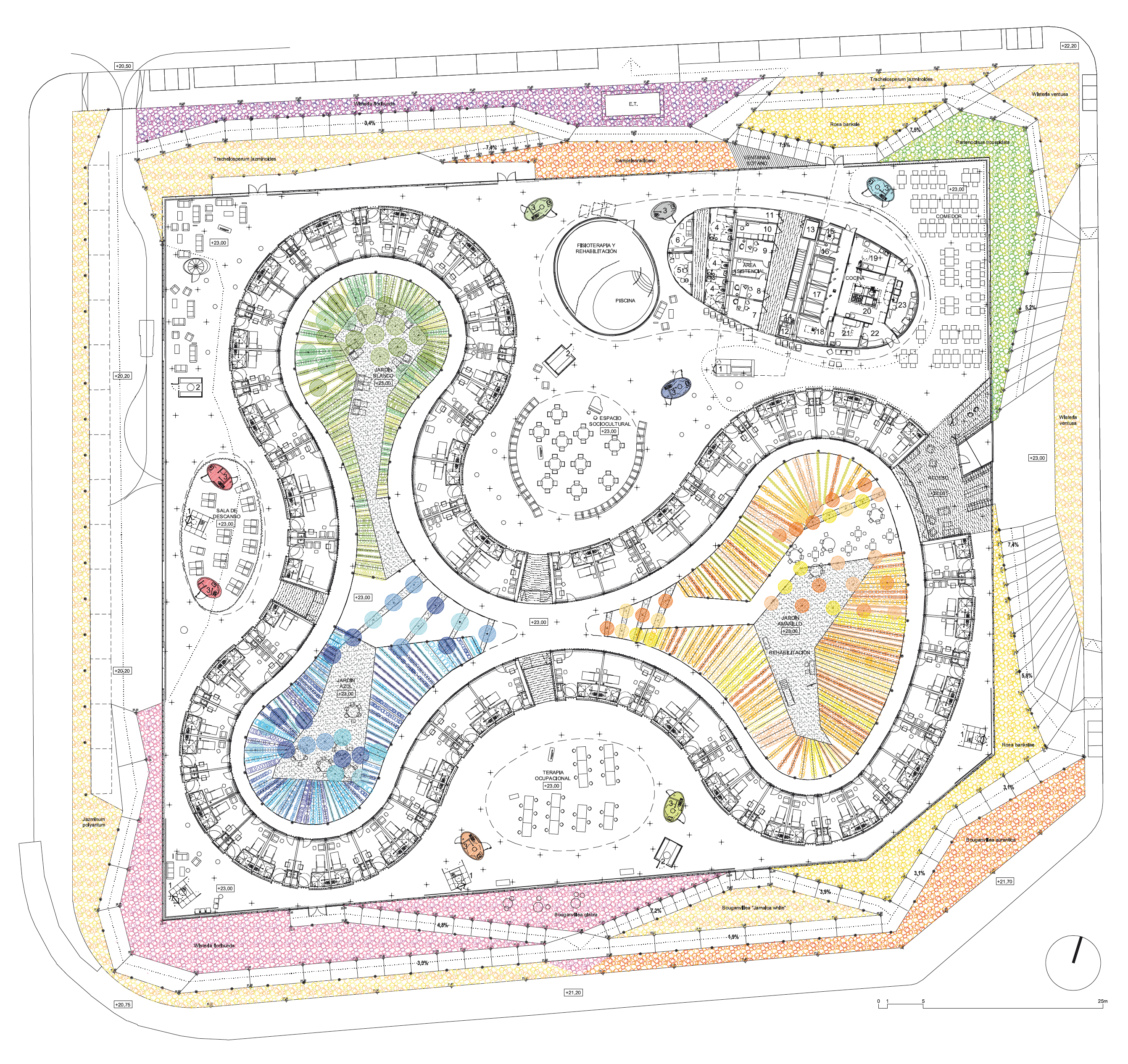
Planta del Centro Geriátrico Santa Rita. 2002

Manuel Ocaña del Valle (Salamanca, 24 de diciembre de 1966) es un arquitecto español.

## Biografía
Ocaña nació el 24 de diciembre de 1966 en Salamanca, y reside en Madrid. Además de como arquitecto, ha trabajado de cerrajero, carpintero y fotógrafo. Ha sido profesor asociado de proyectos arquitectónicos y Tribunal de Máster Habilitante (2007-2019) en la Escuela Técnica Superior de Arquitectura de Madrid donde publicó libros como Madrid Monumental: Exorcity. También ha impartido docencia y ha participado en jurados en la Universidad Europea, en la IE University, en la Escuela de arquitectura de la Universidad de Alicante y en la PUCP en Lima, Perú.
Su trabajo se posiciona en entender la arquitectura desde la producción de pensamiento técnico y su práctica ha sido analizada entre 150 oficinas de arquitectura de todo el mundo en la Brújula Política de la Arquitectura Global 2016 categorizada entre escéptica y populista.
Representó a España en la 14.ª Bienal de Arquitectura de Venecia (2014) comisariado por Iñaki Abalos.
Han publicado sus textos y proyectos revistas de arquitectura internacionales como El Croquis, A+U, Volume Magazine, Bauwelt, Arquitectura Viva. La Fundación del Colegio Oficial de Arquitectos de Madrid editó una monografía sobre su trabajo titulada Risky Business.
En 2022 el Ministerio de Transportes, Movilidad y Agenda Urbana, le nombró Comisario del Pabellón de España en la Bienal de Venecia para su 18.ª edición en 2023, junto a Eduardo Castillo Vinuesa.

## Obras destacadas

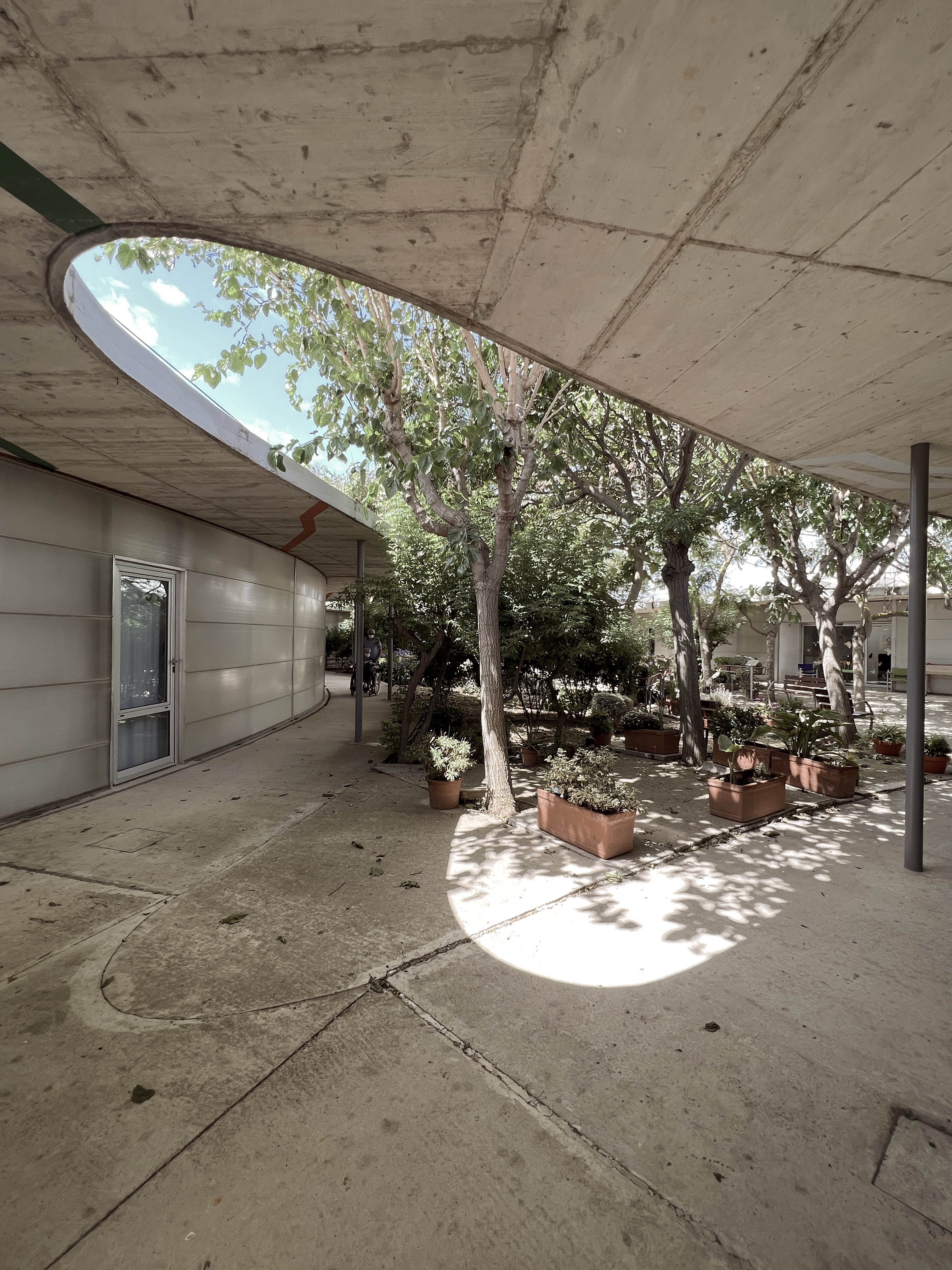
Jardines del Centro geriátrico Santa Rita en 2022

Algunos de sus proyectos son: el  Centro Geriátrico Santa Rita, un edificio para personas asistidas configurado en una sola planta que cuenta con 60 habitaciones dispuestas en trébol que dan a un sistema de jardines, en Ciudadela (2002-2007), Ocaña de España (2009), una promoción de viviendas que provocaron controversia por su escenografía en Ocaña, Toledo y la sede de Casa Mediterráneo en la antigua estación de Benalúa en Alicante (2010-2013).